# Manfred Salzmann
Manfred Salzmann (* 2. Juli 1925 in Meiningen; † 3. September 2014 in Weimar) war ein deutscher Geograph.

## Leben und Wirken
Er promovierte 1958 an der Universität Jena. Das Thema seiner Dissertation lautete Pjotr Petrowitsch Semjonow-Tjan-Schanskij und seine Bedeutung für methodische Fragen der Geographie in Lehre und Forschung. 1992 gründete er gemeinsam mit Walter Steiner und Jürgen Jäger die „Landeskundliche Exkursionsgruppe Weimar“.

## Veröffentlichungen in Auswahl
- Pjotr Petrowitsch Semjonow-Tjan-Schanskij und seine Bedeutung für methodische Fragen der Geographie in Lehre und Forschung. Jena 1958.
- Das Naherholungszentrum Stausee Hohenfelden. Weimar 1972.
- Die physisch-geographischen Verhältnisse Weimars. Stadtmuseum, Weimar 1974.
- Wanderwege im mittleren Ilmtal. Rat der Kreises Weimar, Weimar 1982.
- (Hrsg.): Zwischen Ruhla, Bad Liebenstein und Schmalkalden. (= Werte unserer Heimat. Band 48). Akademie Verlag, Berlin 1989, ISBN 3-05-000378-2.
- Die Geographie Weimars und seiner Umgebung. Weimar o. J. [1990].
- Der Ettersberg bei Weimar. Haack, Gotha 1991.
- Die Ilm von den Quellen bis zur Mündung. Stadtmuseum, Weimar 1995.